# シノケングループ

株式会社シノケングループ（英: Shinoken Group Co.,Ltd.）は、投資用不動産販売、不動産賃貸管理などを行うグループの持株会社である。2022年MBOにより上場廃止。
お客様の生涯にわたって寄り添う「『ライフサポート』のシノケン」として、アパートメント経営のご提案から、保険や保証サービス、エネルギー供給、また、急速に進む高齢化や労働力人口の減少など次々にやって来る新たな社会課題への対応として、介護や教育・障がい者向けサービス等、様々なライフサポート関連事業を拡大させる等、ビジネストランスフォーメーションを進めている。
創業は1990年。2020年6月5日に30周年を迎えた。30周年記念として、株主優待、プレミアムアパートメントブランド"Akatsuki Terrace"の販売を発表。
新たな時代に向け、新ビジョン「世界中のあらゆる世代のライフサポートカンパニー」とミッション「REaaS※で⼈々や社会の課題を解決する」を掲げ、
同年11月に中長期ビジョン

を策定。グローバル化と、「不動産のトラストDX」の推進を掲げている。

※"Real Estate as a Service"（不動産のサービス化）

## 概要
デザイナーズアパートメントの展開は、都市部の中でも人気エリアであるターミナル駅から30分圏内で、最寄り駅から徒歩10分圏内での立地で行うことを継続している。
また、不動産投資に対して一般的に持たれる不安要素を払拭するためにお客様第一を貫き、飛び込み営業はしない方針で、全国賃貸住宅新聞が発表する賃貸住宅の国内自社開発棟数で、6年連続No.１を獲得、
九州・沖縄エリアの管理戸数ランキングでは、3年連続No.１を獲得している。

2016年のグッドデザイン賞を受賞したアパートメントにつづき、2019年は企画開発したマンション「ハーモニーレジデンス新宿御苑」でもグッドデザイン賞を受賞し、デザイン面でも高い評価を受けている。
海外事業の展開、M&Aも積極的に実施しており、エネルギー事業やブロックチェーン技術を活用したシステム開発など、新規事業への取り組みも積極的に展開しており、インドネシア国内では、外資として初の不動産ファンド運営ライセンスを取得。2020年はじめに、日本国内でのREIT事業が認可され、7月には資産規模100億円の私募REITを組成・運用を開始している。現在は、東京証券取引所への上場に向けて準備を進めている。
テクノロジー・DX領域では、REaaS "Real Estate as a Service"（不動産のサービス化）を提唱・推進しており、2019年7月から受注する全物件を、IoT機器が標準装備されたインテリジェントアパートメントにすると発表。
- インテリジェントアパートメント イメージ動画　
  - https://www.shinoken.com/iot/introducemovie/?fpc=96.16.1.0e99990d16d24f56

国内外で、国境や人々の属性に関わらない自由で安全な不動産取引の実現を目指す「不動産のトラストDX」の初期開発 として、
電子契約プラットフォーム「不動産のトラストDXプラットフォーム」をリリースしている。

## 沿革
- 1990年 - 株式会社シノハラ建設システムを設立
- 2002年 - JASDAQ上場（証券コード8909）
- 2007年 - 純粋持株会社化し、株式会社シノケングループ（初代）に商号変更
  - BETTER HOUSE HOLDING LIMITEDとの業務及び資本提携。ベターハウスグループの株式を20.5％取得して中国不動産市場に進出
- 2011年 - SHINOKEN CHINA LIMIETD（香港法人）の出資持分を100％とし、完全子会社化
- 2012年 - 介護関連事業の統括事業のため、株式会社シノケンウェルネスを設立
- 2013年 - 
  - ジック少額短期保険株式会社の発行済株式総数の50％を取得し子会社化、少額短期保険事業へ参入
  - 東京証券取引所より、東証JASDAQ 市場を代表する企業群として位置づけられている「J-Stock 銘柄」へ選定される
- 2014年 - 
  - 創業明治42年（1909年）の老舗ゼネコンである株式会社小川建設を完全子会社化し、首都圏でのマンション建設を内製化
- 2016年 - インドネシア市場への進出を目的として、PT. Shinoken Development Indonesiaを設立
- 2017年 - 
  - 福岡市を中心に不動産賃貸仲介業を展開する株式会社アーウェイ・ミュウコーポレーションの株式取得、および種類株式の引受けによりグループ会社化
  - 再生可能エネルギー関連事業を展開する新電力開発株式会社が実施する第三者割当増資を引き受け、同社株式の50%を取得し、関連会社化
- 2018年 - 
  - 東京オフィスを東京本社に変更し、二本社制へ移行。 11月に事務所移転
  - インドネシアの地場ゼネコンを子会社化。発展が期待されるインドネシアでゼネコン事業を更に強化
  - 国内初の本格的な機関投資家向けアパートファンドを組成
- 2019年 - 
  - インドネシアにて外資初の不動産ファンド運営ライセンスを取得。インドネシアでの不動産ファンド事業を開始
  - インドネシアの大学と人材確保に関する提携を開始
  - 国内不動産ファンド（REIT）に関し、国土交通大臣より取引一任代理等の認可を取得
- 2020年 -
  - 国内不動産ファンド（REIT）に関し、投資運用業の登録を完了
  - シノケンの不動産テクノロジーに関わる新商品・サービスの企画・開発を担う 株式会社シノケンインテリジェントテクノロジー（SKiT）設立を発表
  - シノケン、ライフケア事業の拡充へ「株式会社ゆたかカレッジ」と資本・業務提携
  - シノケンの「ロフト付き」アパートメントをインドネシア政府が知的財産として公式認定
  - シノケン 100 億円規模の私募 REIT 運用開始
  - シノケン、インドネシア金融庁等と共同で インドネシアにて個人向けミューチュアルファンド（投資信託）を組成
  - シノケン、インドネシアで 2 校目となる看護学校との業務提携 日本の介護人材不足解消へさらなる前進
  - シノケン、「トラスト DX」開発推進へ AI と公的認証に強みを持つ株式会社スカラと業務提携
- 2021年 -
  - 障がい者向けサービスの新会社「株式会社ルミナス」を設立
  - デジタルトランスフォーメーションを加速　コンピュータシステム株式会社(CSC)を完全子会社化
  - B2B 向けプロダクト 「ミニレジ」 リリースに関するお知らせ
  - 新型コロナウイルスワクチンの職域接種開始のお知らせ　実施対象者を当社グループ管理物件の入居者様にも拡大
  - 「不動産のトラストDXプラットフォーム」のリリースについて
  - 桜テラス第2号竣工、グランドオープンへ（インドネシア事業）
  - シノケンアセットマネジメントインドネシアが投資一任運用サービスを開始
  - シノケン、サステナビリティ社会の実現へ全社用車から排出された CO2 をオフセット（実質ゼロ化）
- 2022年 -
  - マネジメント・バイアウトの一環として、インテグラル傘下のSKライフサポート株式会社が株式公開買付けにより議決権所有割合ベースで89.14%の株式を取得[16]
  - 東京証券取引所スタンダード市場上場廃止
- 2023年4月 - SKライフサポート株式会社が株式会社シノケングループ（初代）を吸収合併し、株式会社シノケングループ（2代）に商号変更[17]。

## グループ会社
2021年12月末時点で連結子会社30社、持分法適用関連会社1社を有している。

### 不動産セールス事業
- 株式会社シノケンプロデュース
- 株式会社シノケンハーモニー

### 不動産サービス事業
- 株式会社シノケンファシリティーズ
- 株式会社シノケンアメニティ
- 株式会社シノケンコミュニケーションズ
- 株式会社シノケンアセットマネジメント
- 株式会社REaaS Technologies
- ジック少額短期保険株式会社（出資比率 50.0％）

### 不動産関連事業
- 株式会社プロパスト（出資比率 35.7％、持分法適用関連会社）

### ゼネコン事業
- 株式会社小川建設
  - 株式会社小川建物

### エネルギー事業
- 株式会社エスケーエナジー
  - 株式会社エスケーエナジー名古屋
  - 株式会社エスケーエナジー東京
  - 株式会社エスケーエナジー仙台
  - 株式会社エスケーエナジー大阪

### ライフケア事業
- 株式会社シノケンウェルネス
  - 株式会社アップルケア
  - 株式会社フレンド
  - 株式会社ルミナス

### 海外・その他の事業
- SKG INVEST ASIA (HONG KONG) LIMITED
  - 希諾建（上海）物業経営管理有限公司
  - PT.Shinoken Development Indonesia
  - PT. Shinoken Asset Management Indonesia
  - Shinoken & Hecks Pte Ltd

- 株式会社シノケンオフィスサービス

## 広報活動

### テレビＣＭ
- 現在
  - 2021年1月～「シノケンにできること篇」

- 過去
  - 2016年1月〜俳優の佐々木蔵之介をイメージキャラクターとして起用。

### 番組提供
- ワールドビジネスサテライト(テレビ東京)

- 日経スペシャル SDGｓが変えるミライ～小谷真生子の地球大調査(BSテレビ東京)